# Black Rock (groupe)
Pour les articles homonymes, voir Black Rock.
Black Rock est un groupe français formé des DJ André Schmid et Dimitri Derisiotis. Leur plus gros succès est la chanson Blue Water sortie en 2005 qui apparait dans le top 20 du Billboard's Dance Top 40 et du Hot Dance Music/Club Play.

## Discographie

### Singles
- 1997 : Cosmic Window
- 2004 : Blue Water